# Bezirk Gwoździec
Bezirk Gwoździec – dawny powiat (Bezirk) kraju koronnego Królestwo Galicji i Lodomerii, funkcjonujący w latach 1854–1867. Siedzibą starostwa było miasteczko Gwoździec.

## Historia
Bezirk Gwoździec utworzono w ramach reformy uwłaszczeniowej z okresu Wiosny Ludów (1848–1849), która likwidowała jurysdykcję właściciela ziemskiego nad poddanymi. W Galicji, dominium – jako podstawowa jednostka administracyjna i filar systemu feudalnego straciło rację bytu. Konieczne stało się zatem wprowadzenie nowego systemu administracyjnego, którego zręby powstały w latach 1851–1855. Nowy trójstopniowy podział administracyjny objął 21 cyrkułów (niem. Kreise), 179 małych powiatów (niem. Bezirke) i ponad 6000 gmin (niem. Gemeinde).
Bezirk Gwoździec objął obszar o wielkości 4,8 mil², zamieszkany przez 20.920 ludzi i podzielony na 28 gmin katastralnych, w tym dwa miasteczka (Gwoździec i Kułaczkowce). Wszedł w skład cyrkułu kołomyjskiego, jako jeden z jego dziewięciu powiatów. Na wschodzie powiat posiadał specyficzne wąskie ramię składające się z gmin Krasnostawce, Toporowce i Targowica, wdzierające się w głąb Bezirk Śniatyn.
Po nadaniu Galicji autonomii oraz powołaniu samorządu gminnego i powiatowego w 1865 zlikwidowano cyrkuły (Kreise). Dotychczasowe małe powiaty (Bezirke) w liczbie 179, utrzymały się do 1867 roku, kiedy to w następstwie kolejnej reformy administracyjnej (23 stycznia 1867) zostały zastąpione przez 74 większe powiaty. Obszar zniesionego Bezirk Gwoździec wszedł wtedy w skład nowych powiatów kołomyjskiego, horodeńskiego i śniatyńskiego (vide podział w tabeli poniżej). 1 stycznia 1891 gminę Soroki przeniesiono z powiatu horodeńskiego do powiatu kołomyjskiego.

## Podział administracyjny (1854)
| Lp. | Gmina jednostkowa | Powierzchnia | Ludność | Powiat w 1867 po zniesieniu |
| --- | ----------------- | ------------ | ------- | --------------------------- |
| 1   | Gwoździec (m)     | 2405         | 953     | kołomyjski                  |
| 2   | Ostapkowce        | 1724         | 370     | kołomyjski                  |
| 3   | Czechowa          | 1724         | 218     | kołomyjski                  |
| 4   | Gwoździec Stary   | 796          | 471     | kołomyjski                  |
| 5   | Gwoździec Mały    | 2019         | 626     | kołomyjski                  |
| 6   | Podstaje          | 1609         | 367     | kołomyjski                  |
| 7   | Słobódka Polna    | 1142         | 415     | kołomyjski                  |
| 8   | Chwaliboga        | 1142         | 224     | kołomyjski                  |
| 9   | Pruchniszcze      | 946          | 382     | kołomyjski                  |
| 10  | Winograd          | 3051         | 1217    | kołomyjski                  |
| 11  | Turka             | 5869         | 1622    | kołomyjski                  |
| 12  | Fatowce           | 594          | 414     | kołomyjski                  |
| 13  | Ostrowiec         | 1050         | 402     | kołomyjski                  |
| 14  | Rosochacz         | 2390         | 1067    | kołomyjski                  |
| 15  | Podhajczyki       | 3425         | 1466    | kołomyjski                  |
| 16  | Nazurna           | 669          | 522     | kołomyjski                  |
| 17  | Kobylec           | 285          | 131     | kołomyjski                  |
| 18  | Zahajpol          | 1401         | 688     | kołomyjski                  |
| 19  | Chomiakówka       | 1318         | 568     | kołomyjski                  |
| 20  | Kułaczkowce (m)   | 7665         | 1851    | kołomyjski                  |
| 21  | Balińce           | 7665         | 1239    | kołomyjski                  |
| 22  | Trofanówka        | 7665         | 467     | kołomyjski                  |
| 23  | Buczaczki         | 7665         | 463     | kołomyjski                  |
| 24  | Targowica         | 2859         | 1311    | horodeński                  |
| 25  | Soroki            | 2047         | 890     | horodeński                  |
| 26  | Rohynia           | 1168         | 395     | kołomyjski                  |
| 27  | Toporowce         | 1354         | 1124    | horodeński                  |
| 28  | Krasnostawce      | 2097         | 1057    | śniatyński                  |

Objaśnienie:
(M) = miasto; (m) = miasteczko